# Alkisti Avramidou
Alkisti Avramidou (in greco Άλκηστη Αβραμίδου?; Salonicco, 26 febbraio 1988) è una pallanuotista greca.

## Palmarès

### Club
- Campionato greco: 8

Olympiakos: 2008-09, 2010-11, 2013-14, 2014-15, 2015-16, 2016-17, 2017-18, 2018-19
- Coppa di Grecia: 1

Olympiakos: 2017-18
- Eurolega: 2

Olympiakos: 2014-15, 2020-21
- Supercoppa d'Europa: 1

Olympiakos: 2015
- Coppa LEN: 1

Olympiakos: 2013-14

### Nazionale
- Mondiali

Shanghai 2011: 
- Europei

Zagabria 2010: 
Eindhoven 2012: 
Barcellona 2018: 
- World League

La Jolla 2010: 
Changshu 2012: 
- Europa Cup

Pontevedra 2018: oro.
- Giochi del Mediterraneo

Tarragona 2018: